# Cantonul Fayence
Cantonul Fayence este un canton din arondismentul Draguignan, departamentul Var, regiunea Provence-Alpes-Côte d'Azur, Franța.

## Comune
- Callian
- Fayence (reședință)
- Mons
- Montauroux
- Saint-Paul-en-Forêt
- Seillans
- Tanneron
- Tourrettes